# بنافی پای

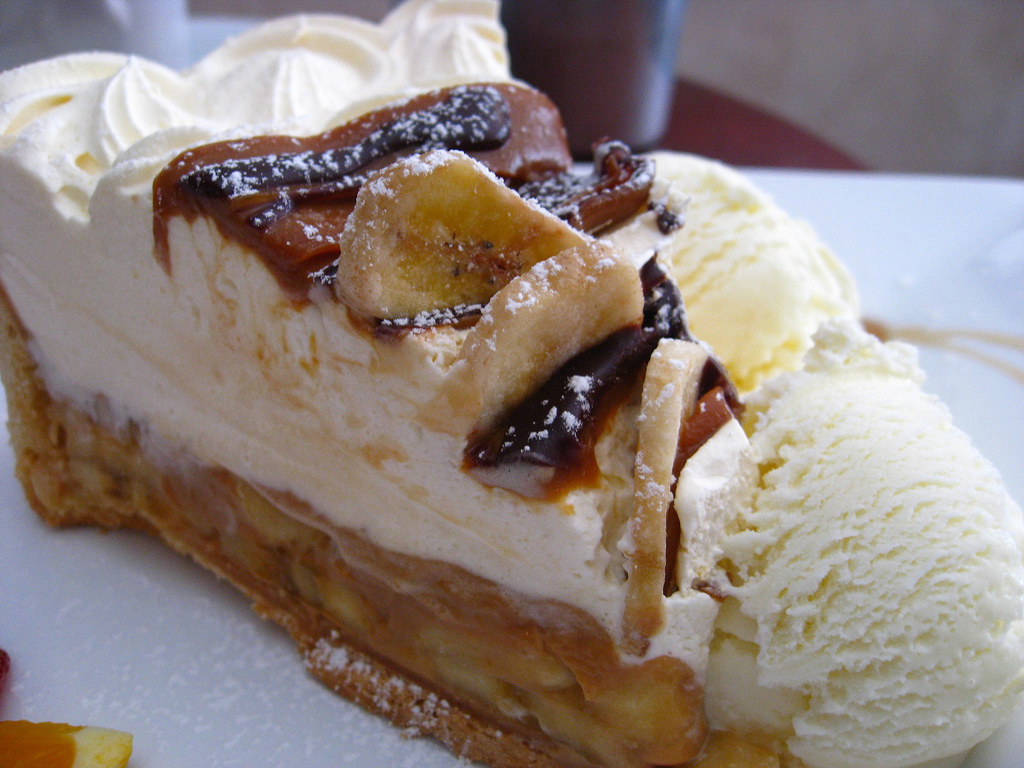
یک تکه از بانوفی پای.

بنافی پای یا بانوفی پای(به انگلیسی: Banoffee, Banoffi) یک دسر انگلیسی بر پایه خامه، موز، تافی و شیر پرچرب است. در برخی دیگر از گونه‌های این شیرینی، بیسکویت خردشده یا کره، قهوه و شکلات نیز به کار می‌رود.
نام آن آمیزه‌ای از واژه‌های موز (به انگلیسی banana) و تافی (به انگلیسی Toffee) است.

## تاریخچه
تمام اعتبار بنافی پای به دو سرآشپز رستوران مجارستانیِ جوینگتون، ایان دویینگ و نیگل مکنزی گره خورده‌است.
آن‌ها این دسر را در سال ۱۹۷۲ را اختراع کردند،ایده نخستین این دسر از یک شیرینی آمریکایی گرفته شده است. این دسر خیلی زود مورد توجه مشتریان این رستوران قرار گرفت و مشهور شد. در آغاز بنافی پای تنها از یک لایه موز و تافی درست میشد ولی پس از آن خامه و شیرپرچرب و ... افزوده شد.
این دسر خیلی زود به منوی رستوران‌های دیگر افزوده شد و پس از مدتی در رستوران‌های استرالیا و آمریکا هم نمایان شد.
در سال ۱۹۹۴ بسیاری از فروشگاه‌های زنجیره‌ای آمریکا فروش بانوفی پای را با عنوان شیرینی آمریکایی (به انگلیسی American Pie) آغاز کردند که فروش آن بسیار خوب بود.
این دسر در هند بسیار محبوب است. بسیاری از مردم هند بعد از غذای اصلی بانوفی پای میخورند. همچنین در بسیاری از رستوران‌های استانبول ترکیه هم بنافی پای سرو می‌شود.